# 霍伊馬區
霍伊馬區是非洲中部國家烏干達的111個區之一，由西部區負責管轄，首府是霍伊馬，距離首都坎帕拉約230公里，主要的經濟產業有農業和捕魚業，2010年人口估計為428,500。

## 外部連結
- Hoima District Homepage （页面存档备份，存于）
- About Hoima District （页面存档备份，存于）

01°25′N 31°05′E / 1.417°N 31.083°E